# 아브둘할림 사둘라예프
아브둘할림 아부살라모비치 사둘라예프(러시아어: Абду́л-Хали́м Абусала́мович Садула́ев, 체첸어: Садулин Абусаламин кӀант Ӏабдул-Хьалим 사둘린 아부살라민 칸트 압둘할림, 1966년 6월 2일 ~ 2006년 6월 17일)은 이치케리야 체첸 공화국의 제4대 대통령이었다.

## 죽음
2006년 6월 17일, 사둘라예프는 고향인 아르군에서 러시아 연방보안국 요원들과 친러시아계 민병대와의 교전에서 사망했다. 연방보안국장이었던 니콜라이 파트루셰프(Николай Патрушев)의 말에 의하면, 교전 중 러시아군 병사 두 명이 사망했으며, 5명이 부상당했다고 보고했다. 2006년 8월, 반군 지도자인 이사 무스키예프(Иса Мускиев)는 러시아군과 람잔 카디로프의 민병대 5명이 사망했으며, 세 명이 은신처를 탈출했다고 발표했다.
사둘라예프의 시신은 람잔 카디로프의 고향마을이었던 첸토로이로 옮겨졌다. 체첸의 대통령이었던 카디로프는 자신의 정보원 중 한명이 사둘라예프의 위치를 폭로했다고 말했다. 또한 카디로프는 경찰이 사둘라예프를 체포하기를 원했으나, 그가 저항하는 바람에 할 수 없이 그를 체포하기 위해 군을 보냈다고 발표했으며, 사둘라예프가 아르군에서 상트페테르부르크에서 열리는 G8 정상들을 노린 대형 테러 공격을 준비하고 있었다고 밝혔다.
사둘라예프가 사망한 다음날인 6월 18일, 사둘라예프가 맡고 있던 대통령직은 부통령이자, 실질적으로 반군 조직을 운영하고 있었던 도쿠 우마로프에게 승계되었다.